# توصیف گونه
توصیف گونه (به انگلیسی: Species description)، یک توصیف رسمی از گونه‌های تازه کشف‌شده‌است که معمولاً در قالب یک مقاله علمی است. هدف آن ارائه توصیف روشنی از گونه‌های جاندار جدید و توضیح اینکه چگونه با گونه‌هایی که در گذشته توضیح داده شده یا مرتبط هستند، متفاوت است. توصیف گونه اغلب حاوی عکس‌ها یا سایر نگاره‌ها از نوع نمونه و بیانیه‌ای است که در موزه‌هایی ذخیره شده‌است. انتشاری که در آن گونه توصیف شده‌است به گونه جدید یک نام علمی رسمی می‌دهد. حدود ۱٫۹ میلیون گونه از ۸٫۷ میلیون گونه که ممکن است واقعاً وجود داشته باشد، شناسایی و توصیف شده‌است. میلیون‌ها جاندار دیگر در طول وجود حیات روی زمین منقرض شده‌اند.

## فرایند نام‌گذاری
نام یک گونه جدید با تاریخ انتشار شرح علمی رسمی آن معتبر می‌شود (در اصطلاح جانورشناسی در دسترس است). هنگامی که دانشمندی پژوهش‌های مورد نیاز را برای تعیین اینکه جاندار کشف‌شده نشان‌دهندهٔ گونهٔ جدیدی است انجام داد، نتایج علمی در یک دست‌نوشته علمی خلاصه می‌شود، یا به عنوان بخشی از یک کتاب یا به عنوان مقاله‌ای برای به یک مجله علمی فرستاده می‌شود.
یک توصیف علمی گونه باید چندین معیار رسمی مشخص شده توسط کدهای نامگذاری را برآورده کند، به عنوان نمونه گزینش حداقل یک نوع نمونه. هدف از این معیارها اطمینان از واضح و نامبهم بودن نام گونه است، به عنوان نمونه، قوانین بین‌المللی نام‌گذاری جانورشناسی (ICZN) بیان می‌کند که «نویسندگان باید دقت و توجه معقولی را در تشکیل نام‌های جدید به کار گیرند تا اطمینان حاصل کنند که آنها با نام‌های بعدی خود انتخاب می‌شوند. کاربران را در نظر داشته باشید و تا آنجا که ممکن است، مناسب، جمع و جور، خوش‌آهنگ، به یاد ماندنی هستند و باعث توهین نمی‌شوند.»
نام گونه‌ها با ۲۶ حرف الفبای لاتین نوشته می‌شود، اما نام بسیاری از گونه‌ها بر اساس واژگان زبان‌های دیگر، لاتینی شده‌است.
هنگامی که نسخه خطی (چاپی) برای انتشار پذیرفته شود، نام گونه جدید به‌طور رسمی ایجاد می‌شود.
پس از تعیین و تأیید نام گونه، به‌طور کلی نمی‌توان آن را تغییر داد مگر در صورت بروز خطا. به عنوان نمونه، گونه‌ای از سوسک (Anophthalmus hitleri) توسط یک کلکسیونر آلمانی به نام آدولف هیتلر در سال ۱۹۳۳ زمانی که او تازه صدراعظم آلمان شده بود، نام‌گذاری شد. مشخص نیست که آیا چنین وقفی امروز قابل قبول یا مناسب پنداشته می‌شود یا خیر، اما این نام همچنان در حال استفاده است.
نام گونه‌ها بر پایهٔ بسیاری از پایه‌های مختلف گزینش شده‌است. رایج‌ترین نام‌گذاری برای ریخت بیرونی گونه، منشأ جغرافیایی آن، یا نام گونه تقدیم به شخص خاصی است. به عنوان مثال می‌توان به گونه ای از خفاش اشاره کرد که به خاطر دو راه‌راه روی پشتش نام‌گذاری شده‌است (Sackopteryx bilineata)، قورباغه‌ای که به دلیل منشأ بولیوی آن (Phyllomedusa boliviana) نام‌گذاری شده‌است، و گونه مورچه‌ای که به هنرپیشه هریسون فورد (Pheidole harrisonfordi) اختصاص داده شده‌است. نام علمی به افتخار یک شخص یا افراد، به عنوان یک نام نسبت یا یادنام (eponym) شناخته می‌شود. نام پدری (Patronym) و نام مادری (Matronym)، اصطلاحات جنسیتی برای این نام هستند.

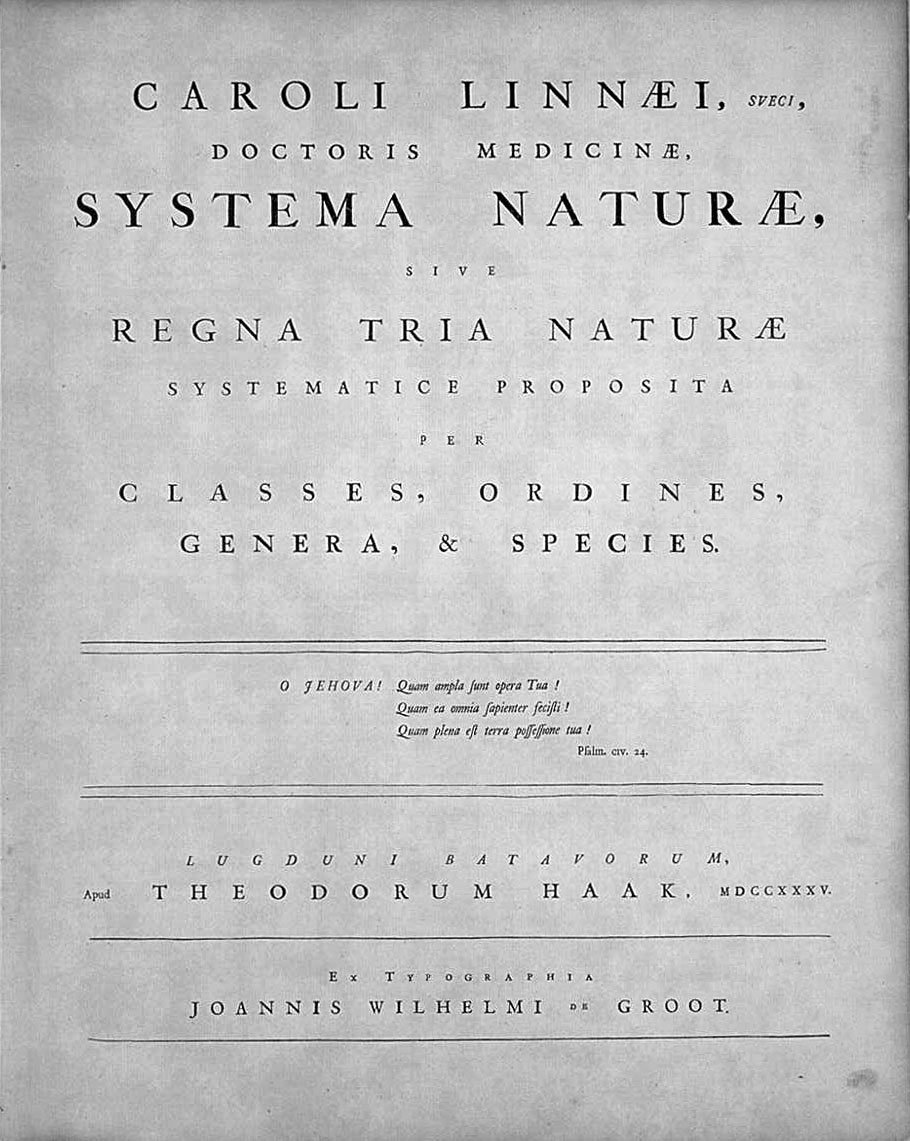
صفحه عنوان اصلی Systema Naturae لینه ، منتشر شده در سال ۱۷۳۵.

### نام گونه‌ها که خیرین را می‌شناسد
گونه‌ها اغلب توسط دانشمندان به منظور شناسایی حامیان و خیرین نام‌گذاری شده‌اند. به عنوان نمونه، سردهٔ ویکتوریا (یک گیاه آبی گلدار) به افتخار ملکه ویکتوریا بریتانیای کبیر نام‌گذاری شد. به تازگی، گونه‌ای از لمور (Avahi cleesei) به افتخار بازیگر جان کلیس به‌خاطر فعالیت‌های او برای اطلاع‌رسانی از وضعیت اسفبار لمورها در ماداگاسکار نام‌گذاری شده‌است.
کد بین‌المللی نام‌گذاری جلبک‌ها، قارچ‌ها و گیاهان (ICN) این عمل را تا اندازه‌ای از این کار جلوگیری منع می‌کند: «توصیه 20A. نویسندگانی که نام‌های عمومی را تشکیل می‌دهند باید موارد زیر را رعایت کنند … (ح) سرده‌ها را به افرادی که کاملاً به گیاه‌شناسی، قارچ‌شناسی، فیکولوژی یا به‌طور کلی علوم طبیعی بی‌توجه هستند، اختصاص ندهند."

## نرخ توصیف گونه
بر پایهٔ گزارش RetroSOS، تعداد گونه‌های زیر در هر سال در دههٔ ۲۰۰۰ توصیف شده‌است.
| سال  | شمار همهٔ گونه‌های توصیف‌شده | شمار گونه‌های حشرات توصیف‌شده |
| ---- | ------------------------- | --------------------------- |
| ۲۰۰۰ | ۱۷٬۰۴۵                    | ۸٬۲۴۱                       |
| ۲۰۰۱ | ۱۷٬۰۰۳                    | ۷٬۷۷۵                       |
| ۲۰۰۲ | ۱۶٬۹۹۰                    | ۸٬۷۲۳                       |
| ۲۰۰۳ | ۱۷٬۳۵۷                    | ۸٬۸۴۴                       |
| ۲۰۰۴ | ۱۷٬۳۸۱                    | ۹٬۱۲۷                       |
| ۲۰۰۵ | ۱۶٬۴۲۴                    | ۸٬۴۸۵                       |
| ۲۰۰۶ | ۱۷٬۶۵۹                    | ۸٬۹۹۴                       |
| ۲۰۰۷ | ۱۸٬۶۸۹                    | ۹٬۶۵۱                       |
| ۲۰۰۸ | ۱۸٬۲۲۵                    | ۸٬۷۹۴                       |
| ۲۰۰۹ | ۱۹٬۲۳۲                    | ۹٬۷۳۸                       |